# Кучок, Войцех
Войцех Кучок (пол.  Wojciech Kuczok, 18 октября 1972, Хожув) — польский писатель.

## Биография
Родился в Хожуве.
Учился в Лицее имени Юлиуша Словацкого в Хожуве, откуда был исключен. Высшее образование получил в Силезском университете, где изучал кинематографию.
С 1992 года публиковал свои рассказы в журналах «Rzeczpospolita Plus Minus», «Gazeta Wyborcza - Wysokie Obcasy» и др. Входил в поэтический кружок «Na Dziko».
В 2003 году получил награду Паспорт «Политики» за свой роман «Гной» (пол. Gnój). В следующем году стал лауреатом литературных  премий «Нике» и «Краковская книга месяца». В 2004 он написал сценарий к фильму Магдалены Пекож «Удары». Фильм получил главный приз на 29-м Фестивале польского кино в Гдыне. 
С 2004 по 2005 работал спортивным обозревателем газеты «Rzeczpospolita». В 2012-2013 был спортивным обозревателем газеты «Przegląd Sportowy».
В 2009-2010 был стипендиатом Немецкой службы академических обменов.
Кроме писательства, Войцех Кучок занимается спелеологом. На юге Польши он открыл и исследовал несколько пещер, таких как «Дуе» в 2005 и «Тварда» в 2010. В 2013 году вместе с Рафалом Климарой, Мареком Павлчиком и Ярославом Сурмачем он получил польскую премию «Колоссы» за открытие и исследование Медвежьей пещеры Гурна и пещеры «Харда» на Краковско-Ченстоховская возвышенности.

## Личная жизнь
В 2013 женился на Агате Пассент, польской журналистке и обозревателе. У пары есть сын Антоний (род. 2015). От предыдущего брака есть сын Станислав (род. 1993) и дочь Зофья (по. 2001).
Войцех Кучок называет себя атеистом.
На Президентских выборах 2010 и 2015 поддержал Бронислава Коморовского.

## Произведения
- Opowieści samowite (1996)
- Larmo (1998)
- Opowieści słychane (1999)
- Szkieleciarki (2002)
- Gnój (2003)
- Widmokrąg (2004)
- Opowieści przebrane (2005)
- To piekielne kino (2006)
- Senność (2008)

## Публикации на русском языке
- Дряньё (антибиография)/ Пер. Ю.Чайникова. — М.: Новое литературное обозрение, 2005 (Современное европейское письмо). ISBN 5-86793-397-0
- Как сон. СПб.: Азбука, 2010
- Царица печали. СПб.: Азбука, 2012

## Признание
Лауреат двух главных литературных премий Польши — «Паспорт Политики» (2003) и «Нике» (2004).